# Rose Tyler
Rose Tyler est un personnage fictif interprété par Billie Piper dans la série télévisée britannique de science-fiction Doctor Who, créé par le producteur Russell T Davies.
Lors de la reprise de Doctor Who, en 2005, Rose est présente dès le premier épisode, Rose, comme partenaire des neuvième puis dixième incarnations du Docteur. Elle revient également dans le double épisode de la saison 4 : La Terre volée et La Fin du voyage. Dans l'épisode spécial du 50e anniversaire de la série, Le Jour du Docteur,  le moment- l'arme ultime- prend l'apparence de Rose Tyler en tant que Bad Wolf (Le Grand Méchant Loup) pour communiquer avec le Docteur. 
Dans la série, Rose est présentée comme une modeste vendeuse londonienne, ayant à ses côtés sa mère, Jackie Tyler, et son petit ami, Mickey Smith. Alors que la série classique s'abstient de faire naître une histoire d'amour entre le Docteur et ses compagnons, Rose obtient sa confiance et tous deux dévoilent peu à peu leurs sentiments réciproques.

## Conception
Après l'annonce de la reprise de la série, la BBC révèle, le 28 mars 2004,  le nom de la nouvelle compagne du Docteur : Rose Tyler. Il est annoncé, dans le même temps, que la chanteuse pop Billie Piper est pressentie pour le rôle. Russell T Davies, auteur/producteur, emploie fréquemment le nom « Tyler » dans son travail. Une famille nommée Tyler apparaît dans le roman Virgin New Adventures, et Russell T Davies donne ce nom à certains autres personnages de ses séries (Ruth Tyler dans Revelations, 1994, Vince Tyler dans Queer as Folk, 1999, et Johnny Tyler dans The Second Coming (2003).
Le choix de Billie Piper pour interpréter Rose est annoncé le 24 mai 2004 et bien accueilli par les fans de la série. L'actrice Georgia Moffett, fille de Peter Davison (cinquième Docteur), auditionne aussi pour ce rôle. Mais est jugée "trop jeune" pour le rôle. On la retrouve dans l'épisode La Fille du Docteur.

## Histoire

### Saison 1 (2005)
Rose apparaît dans le premier épisode de la nouvelle saison (qui se nomme Rose)  où la jeune humaine est sauvée d'une attaque de mannequins en plastique par le Docteur (Christopher Eccleston), mystérieux Seigneur du Temps. Curieuse d'en savoir plus, elle l'aide ensuite à vaincre la Nestene ; après cette victoire, il propose à Rose de voyager avec lui dans le Tardis, ce qu'elle accepte dès qu'elle apprend que ce vaisseau spatial peut voyager n'importe où, à travers l'espace comme à travers le temps. Après quelques mésaventures dans L'Humanité en péril, où la mère de Rose, Jackie Tyler, et son petit ami, Mickey Smith, la recherchent depuis près d'un an alors qu'elle a disparu, le Seigneur du Temps modifie son téléphone portable afin qu'il puisse la joindre de n'importe où dans l'univers, pour qu'ils puissent rester en contact, malgré la différence d'époque (dans l'épisode La Fin du monde). Au cours de leurs voyages, la jeune femme comprend l'importance de ne pas jouer avec le temps quand elle essaye de sauver la vie de son père, Peter Tyler (Shaun Dingwall), mort quand elle était bébé, malgré l'interdiction du Docteur.
Où qu'ils aillent, dans la première saison, les deux voyageurs sont « poursuivis » par deux mots, « Bad Wolf » ; ils découvrent la signification de Bad Wolf dans l'épisode Le Grand Méchant Loup, où, aidés du capitaine Jack Harkness, ils doivent faire face à des Daleks très bien préparés. Le Docteur, croyant la situation perdue, renvoie Rose chez elle à l'aide du TARDIS. La jeune femme, revenue sur Terre contre son gré, est désespérée et refuse de l'abandonner. Avec l'aide de sa mère et de Mickey, elle parvient à ouvrir la console du vaisseau et regarde dans le cœur du TARDIS, ce qui la dote d'une puissance quasi-divine et devient le Bad Wolf. De retour sur le satellite 5, elle sauve l'univers en exterminant tous les Daleks et ressuscite Jack (à partir de cet instant, il devient immortel). Le Docteur embrasse son amie et la protège ainsi des effets mortels de cette énergie en l'absorbant lui-même. Rose, redevenue normale, panique en voyant le Docteur proche de la mort ; elle l'est encore plus lorsqu'il se régénère et devient le dixième Docteur (David Tennant).
Ce nouveau Docteur emmène une Rose terrifiée sur terre, abandonnant Jack sur le satellite 5.

### Born Again(Children in Need 2005)[modifier | modifier le code]
Le nouveau Docteur se présente ensuite auprès de Rose dans un mini-épisode Children in Need intitulé Doctor Who : Born Again. Alors que Rose souffrait d'une crise émotionnelle à cause de son changement soudain, il a plutôt décidé de la ramener chez elle au Powell Estate à Londres. En route, il la convainquit de son identité en lui rappelant le premier mot que le Neuvième Docteur lui avait dit, avant qu'il ne commence à subir les effets néfastes de sa régénération. Souffrant d'hyperactivité maniaque, il accéléra la vitesse du TARDIS.

### Saison 2 (2006)
Rose et le Docteur arrivent sur Terre le jour de Noël. La régénération affecte le Docteur, mais Rose et lui réussissent tout de même à repousser l'invasion des Sycorax.
Dans la deuxième saison, ils deviennent de plus en plus proches et, dans L'École des retrouvailles, elle se montre jalouse de l'une des anciennes assistantes du Docteur, Sarah Jane Smith (Elisabeth Sladen), et n'est pas ravie quand le Docteur propose à Mickey Smith (le petit ami de Rose) de voyager avec eux dans le TARDIS. Ensemble, les trois amis se retrouvent dans un univers parallèle où Rose retrouve son père - du moins une autre version de son père- toujours vivant et très riche. Rose perd Mickey quand il décide de rester dans ce monde pour lutter contre les Cybermen et s'occuper de sa grand-mère dans cet univers parallèle. Avec le Docteur, elle fait face à la Bête, qui lui prédit sa mort prochaine. Ce jour arrive dans l'épisode Adieu Rose, où elle se retrouve coincée pour toujours avec sa mère et Mickey dans l'univers parallèle où vit son père. Le Docteur réussit à lui transmettre un dernier message pour lui dire au-revoir, mais la transmission est coupée juste avant qu'il ne lui avoue (vraisemblablement) ses sentiments.
Rose Tyler aurait pu être l'héroïne d'un nouveau spin-off de Doctor Who, en plus de Torchwood et de The Sarah Jane Adventures, mais l'idée est abandonnée.

### Saison 3 (2007)
L'absence de Rose fait souffrir le Docteur qui reste un moment sans compagnon avant de rencontrer par hasard l'étudiante en médecine Martha Jones (Freema Agyeman). Il lui propose d'abord de l'accompagner juste pour une fois, mais leur voyage commun se prolonge au gré de leurs aventures et Martha tombe amoureuse de lui. Cependant, lorsque le Docteur redevient provisoirement humain (La Famille de sang) et perd la mémoire, c'est toujours de Rose qu'il rêve. Martha se sent considérée comme une compagne de transition. Elle remarque très vite qu'elle ne remplacera jamais totalement Rose et fait parfois des remarques amères (quand Jack plaisante en disant à Martha que le Docteur ne sauve que les jeunes femmes blondes, elle s'exclame : « Oh, quelle surprise, Rose était blonde ! »). Dans l'épisode Utopia, on apprend que c'est Rose qui est la cause de l'impossibilité de mourir de Jack (elle lui a donné ce pouvoir dans l'épisode À la croisée des chemins).

### Saison 4 (2008)
Lors de la quatrième saison, Rose parviendra à se libérer de cet univers parallèle en raison de l'effondrement même de tous les univers. Elle apparaît d'abord à Donna (à la fin de l'épisode Le Retour de Donna Noble) puis dans des messages silencieux que personne ne remarque. Elle fera ainsi plusieurs apparitions tout au long de la saison mais le Docteur ne la rencontrera que dans l'épisode 12, La Terre volée.
Lorsque la menace finit par être écartée et que les frontières entre les univers s'établissent de nouveau, le Docteur reconduit Rose dans l'univers où elle était emprisonnée. Elle ne pourra plus en sortir car il n'y aura plus aucun accès à l'univers où se trouve le Docteur.
Mais Rose ne s'y trouve pas seule puisque le double du Docteur, mi-Seigneur du Temps, mi-Humain, vit désormais avec elle.

### La Prophétie de Noël(Noël 2009/Nouvel An 2010)
Peu avant de se régénérer, le Dixième Docteur fait poser son TARDIS à Londres pendant la nuit du réveillon du 31 décembre 2004, quelques mois avant sa première rencontre avec Rose. Ce soir-là, cette dernière réconforte Jackie victime d'une déception amoureuse. Lui souhaitant bonne année, Rose demande à sa mère de ne pas rentrer trop tard. Juste avant de rentrer chez elle, Rose aperçoit le Docteur souffrant que elle ne connaît pas encore, à l'endroit exact où il posait son TARDIS au début de l'épisode L'Invasion de Noël. Rendu confus par la régénération approchant et se faisant passer pour un simple passant feignant qui semble selon elle "un peu avoir trop picolé", il demande alors à Rose en quelle année ils sont. Alors que celle-ci lui répond, amusée, "1er janvier 2005", le Docteur déclare "je vous parie que vous allez passer une super année". Rose, souriante, lui dit au revoir et retourne chez elle non sans un dernier regard à son interlocuteur inconnu.

### Le Jour du Docteur(23 novembre 2013)
Rose revient finalement dans l'épisode spécial du 50e anniversaire de Doctor Who, mais pas en tant que Rose Tyler, en tant que figure d'interface et sous le nom du Grand Méchant Loup (Bad Wolf). Cette apparence a été choisie spécialement pour le Docteur, puisque Rose fait partie de son futur. Elle l'aidera aussi à empêcher la destruction totale de Gallifrey en faisant en sorte que le Docteur de la Guerre du Temps (John Hurt) rencontre ses dixième (David Tennant) et onzième (Matt Smith) incarnations.

## Personnalité
Rose est la première compagne du Docteur dont la vie personnelle (amicale, familiale, professionnelle...) est étoffée et présentée dès le début aux téléspectateurs. C'est aussi la première fois que la série télévisée se penche sur l'influence que peut avoir sa compagne sur le Docteur. Son petit ami (plus tard, ce sera simplement un ami) Mickey et sa mère Jackie sont au courant de ses voyages, aident parfois à sauver la Terre et sont des personnages récurrents ; Mickey sera même accueilli un temps dans le Tardis.
Jackie a souvent essayé de détacher Rose du Docteur mais le choix de cette dernière était définitif. Elle aime profondément le Docteur et choisit de rester avec lui lors de l'épisode Adieu Rose, ce qui signifie être séparée de sa mère et de Mickey pour toujours - même si, finalement, son père revient la chercher et la ramène avec lui dans l'univers parallèle. Dans le final de cet épisode, Rose dit au Docteur qu'elle l'aime ; il veut lui dire quelque chose mais la transmission se coupe alors. C'est le premier compagnon à exprimer le souhait de voyager avec le Docteur pour toujours.